# Chung kết Cúp C1 châu Âu 1992
Trận chung kết Cúp C1 châu Âu năm 1992 là trận chung kết thứ ba mươi bảy của Cúp các đội vô địch bóng đá quốc gia châu Âu. Đây là giải đấu cuối cùng dành riêng cho các đội vô địch quốc gia, từ mùa giải sau, Cúp C1 châu Âu có tên là UEFA Champions League với thể thức thi đấu mới. Trận chung kết này là trận đấu giữa FC Barcelona của Tây Ban Nha và U.C. Sampdoria của Ý trên sân vận động Wembley, Anh vào ngày 20 tháng 5 năm 1992. Với bàn thắng duy nhất của Ronald Koeman bằng đá phạt trực tiếp ở phút thứ 112, Barcelona lần đầu tiên giành Cúp C1 châu Âu.

### Details
| Sampdoria | 0–1 (s.h.p.) | Barcelona   |
| --------- | ------------ | ----------- |
|           | Chi tiết     | Koeman 112' |

| Sampdoria | Barcelona |

| GK               | 1  | Gianluca Pagliuca   |      |      |
| RB               | 2  | Moreno Mannini      | 39'  |      |
| LB               | 3  | Srečko Katanec      |      |      |
| CM               | 4  | Fausto Pari         |      |      |
| CB               | 5  | Pietro Vierchowod   | 66'  |      |
| CB               | 6  | Marco Lanna         |      |      |
| RM               | 7  | Attilio Lombardo    |      |      |
| CM               | 8  | Toninho Cerezo      |      |      |
| CF               | 9  | Gianluca Vialli     |      | 100' |
| CF               | 10 | Roberto Mancini (c) | 118' |      |
| LM               | 11 | Ivano Bonetti       |      | 73'  |
| Dự bị:           |    |                     |      |      |
| GK               | 12 | Giulio Nuciari      |      |      |
| DF               | 13 | Dario Bonetti       |      |      |
| MF               | 14 | Giovanni Invernizzi |      | 73'  |
| FW               | 15 | Paulo Silas         |      |      |
| MF               | 16 | Renato Buso         |      | 100' |
| Huấn luyện viên: |    |                     |      |      |
| Vujadin Boškov   |    |                     |      |      |

| GK               | 1  | Andoni Zubizarreta (c) |     |      |
| CB               | 2  | Nando                  |     |      |
| CB               | 3  | Albert Ferrer          |     |      |
| SW               | 4  | Ronald Koeman          |     |      |
| LWB              | 5  | Juan Carlos            |     |      |
| CM               | 6  | José Mari Bakero       | 75' |      |
| CF               | 7  | Julio Salinas          |     | 65'  |
| CF               | 8  | Hristo Stoichkov       |     |      |
| CM               | 9  | Michael Laudrup        |     |      |
| DM               | 10 | Josep Guardiola        |     | 112' |
| RWB              | 11 | Eusebio Sacristán      |     |      |
| Dự bị:           |    |                        |     |      |
| DF               | 12 | José Ramón Alexanko    |     | 112' |
| GK               | 13 | Carles Busquets        |     |      |
| FW               | 14 | Txiki Begiristain      |     |      |
| MF               | 15 | Miguel Ángel Nadal     |     |      |
| MF               | 16 | Andoni Goikoetxea      |     | 65'  |
| Huấn luyện viên: |    |                        |     |      |
| Johan Cruyff     |    |                        |     |      |

| Trợ lý trọng tài: Joachim Ren (Đức) Uwe Ennuschat (Đức) Trọng tài thứ 4: Karl-Josef Assenmacher (Đức) | Quy tắc trận đấu - Thời gian chính thức 90 phút. - Thêm 30 phút hiệp phụ nếu hòa. - Sút luân lưu nếu vẫn hòa. - Được đăng ký 5 cầu thủ dự bị. - Tối đa 2 quyền thay người. |